# Gobierno de la Confederación Perú-Boliviana
El Gobierno de la Confederación Perú-Boliviana fue acordada en la Ley Fundamental de 1837, con la debida aprobación del Supremo protector Andrés de Santa Cruz, como una confederación de sistema republicano, con Estados autónomos
El 17 de marzo de 1836, la Asamblea reunida en Sicuani, a través de la Constitución del Estado Sud-Peruano, otorga el título de Protector del Estado Sud- Peruano a Andrés de Santa Cruz. Posteriormente la Asamblea reunida en Huaura da la Constitución del Estado Nor-Peruano, la cual es promulgada el 11 de agosto de 1836 por el entonces Presidente de la República Peruana, Luis José de Orbegoso, en la que se le otorga el título de Protector del Estado Nor- Peruano. 
El 20 de junio de 1836, el Congreso de Tapacarí, se reunió extraordinariamente en Bolivia, con el fin de dar facultades al presidente de la República de Bolivia, Andrés de Santa Cruz para que pueda asumir el cargo de Presidente de Bolivia, y Protector del Sud y Nor Perú, mientras es presidente de Bolivia simultáneamente.
Provisto pues, de todos los elementos legales que le otorgaron las asambleas de los tres estados, Santa Cruz decretó establecida la Confederación Perú-Boliviana, por decreto dado en Lima el 28 de octubre de 1836; convocando a un congreso de plenipotenciarios de las tres repúblicas. Es así que el 18 de mayo de 1837, se instauró el Congreso de Tacna con el fin discutir las bases de la estructura política de la Confederación; en dicho congreso firmaron la «Ley fundamental de la Confederación Perú-Boliviana» conocido desde entonces como el «Pacto de Tacna» y por el cual se ratificó la Confederación de los tres Estados, así como dejaron establecidas sus bases políticas el 1 de mayo de 1837.
El 9 de mayo de 1837 la Confederación fue oficialmente promulgada por los representantes de las tres regiones en el Congreso de Tacna. Ese mismo día, Santa Cruz tomó el poder como Supremo Protector de la Confederación Perú-Boliviana, quedando Orbegoso como presidente del Estado Nor-Peruano.

## Gobierno de la Confederación Perú-Boliviana
El Gobierno de la Confederación Perú-Boliviana estaba conformado según la división de poderes:
- La jefatura del gobierno estaba a cargo del Protector.
- El poder ejecutivo general residía en el Protector, además jefe de Estado, de Gobierno y General de las fuerzas armadas, y en el Consejo de Ministros.
- El poder legislativo general residía en un congreso bicameral representativo.
- El poder judicial general, por su parte, residía en una corte superior a las Cortes Supremas de las repúblicas conformantes.

Las atribuciones del Estado confederal estaban expresadas en la Ley Fundamental. Todas las otras atribuciones estatales residían en los Estados miembros dentro de su jurisdicción.

## Protector de la Confederación
El Supremo Protector de la Confederación Perú-Boliviana fue el título que adoptó el mariscal Andrés de Santa Cruz cuando asumió formalmente el gobierno de dicha Confederación, integrada por tres repúblicas: El Estado Boliviano, el Estado Sud-Peruano y el Estado Nor-Peruano, según lo estipulado en el Pacto de Tacna, firmado el 1 de mayo de 1837.
- Su período de gobierno se fijó en 10 años, pudiendo ser reelegido, siempre en cuando no fuera destituido en el ínterin por el Senado.
- De él dependían las aduanas generales y la administración general de correos, así como todos los nombramientos diplomáticos, militares y navales.
- Era Generalísimo del Ejército Unido y la Armada de la Confederación.
- Ejercía el poder ejecutivo del estado en el cual se hallase, en conformidad con sus leyes propias.
- Nombraba y removía a los ministros de Estado y a los demás empleados públicos, pudiendo crear nuevos ministerios.
- Elegía a los presidentes de los estados confederados, a los senadores del Congreso General y a los ministros de las tres cortes supremas de entre los propuestos en terna por sus respectivos senados.
- Presentaba a la silla apostólica a los arzobispos y obispos de las tres repúblicas.
- Podía disolver el Congreso General, cuando manifiestamente se apoderase de las cámaras un espíritu de desorden que amenazara la paz interior de la confederación.
- En caso de ausencia, enfermedad o muerte, le debía reemplazar el Consejo de Ministros, presidido por la persona que él mismo designase o caso contrario, por el más antiguo de los ministros.

| Gobierno titular | Gobierno interino encargado | Gobierno autoproclamado |

| Gobierno | Gobernante | Gobernante                                      | Origen                                          | Designación                                                                                               | Inauguración                                    | Culminación                                      | Junto con                           |
| Protectorado de la Confederación Perú-Boliviana | Protectorado de la Confederación Perú-Boliviana | Protectorado de la Confederación Perú-Boliviana | Protectorado de la Confederación Perú-Boliviana | Protectorado de la Confederación Perú-Boliviana                                                           | Protectorado de la Confederación Perú-Boliviana | Protectorado de la Confederación Perú-Boliviana  |                                     |
| --- | --- | ----------------------------------------------- | ----------------------------------------------- | --- | ----------------------------------------------- | ------------------------------------------------ | ----------------------------------- |
| Jefe Superior del Ejército Unido | | Andrés de Santa Cruz                            | La Paz                                          | Intervención Militar en el Perú (Designado por Luis José Orbegoso, como Jefe Superior del Ejército Unido) | 7 feb. 1836 en Socabaya                         | 28 oct. 1836 Establecimiento de la Confederación | Luis Orbegoso (Presidente del Perú) |
| Jefe Superior del Ejército Unido | Cambios jurídicos en el mando: - 17 mar. 1836: La Asamblea de Sicuani, promulga la Constitución del Estado Sud-Peruano, en la que se nombra a Santa Cruz como Protector del Sud Perú. - 6 ago. 1836: La Asamblea de Huaura, da la Constitución del Estado Nor-Peruano, en la que se nombra a Santa Cruz como Protector del Nor Perú. - 11 ago. 1836: El Presidente de la República Peruana (Orbegoso), promulga la Constitución del Estado Nor-Peruano y renuncia a su cargo. - 20 jun. 1836: El Congreso de Tapacarí da facultades a Santa Cruz para que pueda asumir el cargo de Presidente de Bolivia, y Protector del Sud Perú y Nor Perú, mientras es presidente de Bolivia simultáneamente. |                                                 |                                                 | |                                                 |                                                  |                                     |
| Protector de los Estados Sud y Nor Peruanos, Presidente de Bolivia (Jefe Superior del Ejército Unido y encargado de las Relaciones exteriores de los tres Estados) | | Andrés de Santa Cruz                            | La Paz                                          | Establecimiento de la Confederación                                                                       | 28 oct. 1836 en Lima                            | 9 may. 1836 Juramentación como Supremo Protector | -                                   |
| Protector de los Estados Sud y Nor Peruanos, Presidente de Bolivia (Jefe Superior del Ejército Unido y encargado de las Relaciones exteriores de los tres Estados) | Cambios jurídicos en el mando: - 28 oct. 1836: Santa Cruz decreta el Establecimiento de la Confederación Perú-Boliviana, asimismo convoca a un congreso de plenipotenciarios de las tres repúblicas, que se reunió en Tacna, con el fin discutir las bases de la estructura política de la Confederación. - 1 may. 1837: El Congreso de Tacna aprueba la Ley fundamental de la Confederación Perú-Boliviana, y nombra a Santa Cruz, como el Supremo Protector de la Confederación Perú-Boliviana. |                                                 |                                                 | |                                                 |                                                  |                                     |
| Supremo Protector de la Confederación Perú-Boliviana | | Andrés de Santa Cruz                            | La Paz                                          | Congreso de Tacna (Protector de la Confederación Perú-Boliviana)                                          | 9 may. 1836 en Tacna                            | 24 ene. 1837 Ausencia                            | -                                   |
| Supremo Protector de la Confederación Perú-Boliviana | Cambios jurídicos en el mando: - 9 may. 1837: Santa Cruz, promulga la Ley fundamental de la Confederación Perú-Boliviana, juramentando como Supremo Protector de la Confederación Perú-Boliviana, quedando Orbegoso como presidente del Estado Nor-Peruano. |                                                 |                                                 | |                                                 |                                                  |                                     |
| Encargado del Protectorado de la Confederación Perú-Boliviana | | Pío Tristán                                     | Arequipa                                        | Designado por Santa Cruz (Presidente del Consejo de Ministros de la Confederación)                        | 24 ene. 1837 en Tacna                           | 10 abr. 1837 Transmite el mando                  | -                                   |
| Supremo Protector de la Confederación Perú-Boliviana | | Andrés de Santa Cruz                            | La Paz                                          | Recibe el mando del Presidente del Consejo de Ministros (Protector de la Confederación Perú-Boliviana)    | 10 abr. 1837 en Tacna                           | 20 feb. 1839 renuncia                            | -                                   |
| Jefe Supremo | | Antonio Huachaca                                | Ayacucho                                        | Autoproclamado (General del Ejército Confederado)                                                         | mar. 1839 en Iquicha                            | nov. 1839 renuncia                               | -                                   |
| Jefe Supremo | | Tadeo Choque                                    | Ayacucho                                        | Encargado (Comandante del Ejército Confederado)                                                           | nov. 1839 en Iquicha                            | nov. 1839 renuncia                               | -                                   |
| Jefe Supremo | - 15 nov. 1839 firma del tratado de Yanallay con la República Peruana. |                                                 |                                                 | |                                                 |                                                  |                                     |

## Poder Ejecutivo
La jefatura del gobierno y el poder ejecutivo de la Confederación estaba a cargo del Protector, asimismo Andrés de Santa Cruz era el titular del poder ejecutivo de cada uno de los tres estados. En caso de ausencia, enfermedad o muerte, le era reemplazado por el presidente del Consejo de Ministros.

### Poder Ejecutivo Central
El Poder Ejecutivo Central estaba en manos de Santa Cruz con el título de Protector de la Confederación, en consideración a los votos de las asambleas de Sicuani, Huaura y Tapacarí. Su cargo debía durar por 10 años, pudiendo ser reelegido; esto último no procedía en caso de haber sido destituido de su cargo por el Senado. De él dependían las aduanas generales y la administración general de correos, así como todos los nombramientos diplomáticos, militares y navales. Era también Generalísimo de las fuerzas de mar y tierra de las repúblicas confederadas. Ejercía el poder ejecutivo del estado en el cual se hallase. Nombraba y removía a los ministros de Estado y a los demás empleados públicos, pudiendo crear nuevos ministerios. Elegía a los presidentes de los estados confederados, a los senadores del Congreso General y a los ministros de las tres cortes supremas de entre los propuestos en terna por sus respectivos senados. Presentaba a la silla apostólica a los arzobispos y obispos de las tres repúblicas. Podía disolver el Congreso General, cuando manifiestamente se apoderase de las cámaras un espíritu de desorden que amenazara la paz interior de la confederación.
| Poder Ejecutivo de la Confederación | Poder Ejecutivo de la Confederación | Poder Ejecutivo de la Confederación       | Poder Ejecutivo de la Confederación                                 | Poder Ejecutivo de la Confederación | Poder Ejecutivo de la Confederación       |
| Titular                             | Titular                             | Titular                                   | Encargado del Poder Ejecutivo                                       | Encargado del Poder Ejecutivo       | Encargado del Poder Ejecutivo             |
| Cargo                               | Nombre                              | Periodo                                   | Cargo                                                               | Nombre                              | Periodo                                   |
| ----------------------------------- | ----------------------------------- | ----------------------------------------- | ------------------------------------------------------------------- | ----------------------------------- | ----------------------------------------- |
| Protector de la Confederación       | Andrés de Santa Cruz                | 9 de mayo de 1836 - 20 de febrero de 1839 | Encargado de la Confederación (Presidente del Consejo de Ministros) | Juan Pío de Tristán                 | 24 de enero de 1837 - 10 de abril de 1837 |

#### Ministros de la Confederación
Una de las atribuciones del Protector era nombrar y/o remover a los ministros de Estado y a los demás empleados públicos, pudiendo también crear nuevos ministerios.
| Consejo de Ministros de la Confederación | Consejo de Ministros de la Confederación | Consejo de Ministros de la Confederación |
| Cargo                                    | Nombre                                   | Periodo                                  |
| ---------------------------------------- | ---------------------------------------- | ---------------------------------------- |
| Presidente del Consejo de Ministros      | Juan Pío de Tristán                      | 1836-1839                                |
| Ministro de Guerra                       | Otto Philipp Braun                       | 1836-1839                                |

### Poder Ejecutivo a nivel Estatal
Entre las atribuciones del Protector estaban elegir a los Presidentes de cada uno de los tres Estados Confederados de la terna de individuos que proponga el Congreso de cada una de ellos. También podía ejercer el poder ejecutivo del Estado en el que se hallare, en conformidad con sus leyes propias. Por lo que el titular del poder ejecutivo de cada estado era Santa Cruz, ejerciéndola de manera simultánea, aunque en su ausencia se le permitió delegar el mando en alguna persona o personas de confianza.
| Poder Ejecutivo | Poder Ejecutivo        | Poder Ejecutivo      | Poder Ejecutivo             | Poder Ejecutivo                                                    | Poder Ejecutivo               | Poder Ejecutivo               |
| Estado          | Titular                | Titular              | Titular                     | Encargado del Poder Ejecutivo                                      | Encargado del Poder Ejecutivo | Encargado del Poder Ejecutivo |
| Estado          | Cargo                  | Nombre               | Periodo                     | Cargo                                                              | Nombre                        | Periodo                       |
| --------------- | ---------------------- | -------------------- | --------------------------- | ------------------------------------------------------------------ | ----------------------------- | ----------------------------- |
| Nor-Perú        | Protector del Nor Perú | Andrés de Santa Cruz | 11 ago. 1836 - 20 feb. 1839 | Presidente Provisorio del Nor Perú                                 | Luis José de Orbegoso         | 21 ago. 1837 - 11 ago. 1838   |
| Nor-Perú        | Protector del Nor Perú | Andrés de Santa Cruz | 11 ago. 1836 - 20 feb. 1839 | Presidente Provisorio del Nor Perú                                 | José de la RivaAgüero         | 11 ago. 1838 - 24 ago. 1839   |
| Sud-Perú        | Protector del Sud Perú | Andrés de Santa Cruz | 17 mar. 1836 - 20 feb. 1839 | Presidente del Consejo de Gobierno                                 | Juan Pío de Tristán           | 20 ene. 1837 - 10 abr. 1837   |
| Sud-Perú        | Protector del Sud Perú | Andrés de Santa Cruz | 17 mar. 1836 - 20 feb. 1839 | Presidente Provisorio del Sud Perú                                 | Ramón Herrera                 | 17 sep. 1837 - 12 oct.1838    |
| Sud-Perú        | Protector del Sud Perú | Andrés de Santa Cruz | 17 mar. 1836 - 20 feb. 1839 | Presidente Provisorio del Sud Perú                                 | Juan Pío de Tristán           | 12 oct. 1838 - 23 feb. 1839   |
| Bolivia         | Presidente de Bolivia  | Andrés de Santa Cruz | 24 may. 1829 - 20 feb. 1839 | Encargado del Mando Supremo del Estado (Vicepresidente de Bolivia) | Mariano Enrique Calvo         | 19 abr. 1836 - ¿?             |
| Bolivia         | Presidente de Bolivia  | Andrés de Santa Cruz | 24 may. 1829 - 20 feb. 1839 | Administrador del Estado (Vicepresidente de Bolivia)               | Mariano Enrique Calvo         | 11 abril. 1837 - ¿?           |
| Bolivia         | Presidente de Bolivia  | Andrés de Santa Cruz | 24 may. 1829 - 20 feb. 1839 | Encargado del Poder Ejecutivo (Vicepresidente de Bolivia)          | Mariano Enrique Calvo         | 12 oct. 1837 - 17 feb. 1839   |

## Poder Legislativo

#### Poder Legislativo General
El Poder Legislativo General estaría compuesto por dos Cámaras: una de Senadores, de 15 miembros (cinco por Estado), y otra de Representantes, de 21 miembros (7 por Estado). Se reunían cada dos años por cincuenta días, pudiendo prorrogarse a juicio del Ejecutivo. Podía ser convocado extraordinariamente por el gobierno, debiendo tratar exclusivamente de los asuntos que le impusiera este. Todo ello lo convertía en una especie de caricatura de poder legislativo.
- Los senadores debían ser nombrados por el Protector de entre los propuestos por los Colegios Electorales de cada departamento.
- Los representantes debían ser elegidos por el Congreso General de la confederación, de entre los propuestos por los Colegios Electorales de cada una de las repúblicas confederadas.

## Poder Judicial
El Poder Judicial estaría constituido a base de las Cortes Supremas de las tres Repúblicas confederadas.